# Сантьяго-де-Компостельська архідіоцезія
Сантья́го-де-Компосте́льська архідіоце́зія (лат. Archidioecesis Compostellana; ісп. Arquidiócesis de Santiago de Compostela) — архідіоцезія римського обряду Католицької церкви в Іспанії, з центром у місті Сантьяго-де-Компостела. Охоплює терени північно-західної Галісії. Входить до складу Компостельської церковної провінції.  Заснована 27 лютого 1120 року. Голова — архієпископ Компостельський. Центральний храм — Собор святого Якова. Суфраганні діоцезії — Лугоська, Мондоньєдо-Феррольська, Оренсійська і Туй-Вігоська. Площа — 8,545 км². Населення — 1,301,147 ос.; з них католики — 1,192,508 ос. (91.7%). Чинний голова — Хуліан Барріо Барріо, архієпископ Компостельський. Також — Компосте́льська архідіоце́зія.

## Історія
Компостельська діоцезія  була заснована 5 грудня 1095 року на місці Ірія-Флавської діоцезії.
27 лютого 1120 року папа Калікст II підвищив її статус, перетворивши на Компостельську архідіоцезію.
У листопаді 1982 року і серпні 1989 року папа римський Іван-Павло ІІ відвідав Сантьяго-де-Компостелу з пастирським візитом. У листопаді 2010 року в архідіоцезії побував папа Бенедикт XVI.

## Голови

### Єпископи
- 1100—1120: Дієго Гелмірес

### Архієпископи
- 1120—1140: Дієго Гелмірес
- 10 червня 1886 — 20 січня 1888: Вікторіано Гісасола-Родрігес
- 14 лютого 1889 — 8 грудня 1922: Хосе-Марія Мартін-де-Еррера
- 24 липня 1923 — 18 березня 1925: Мануель Лаго-Гонсалес
- 8 жовтня 1925 — 16 січня 1927: Хуліан де Дієго-і-Гарсія-Альколеа
- 2 грудня 1927 — 9 червня 1933: Закаріас Мартінес-Нуньєс
- 13 серпня 1935 — 15 березня 1948: Томас Муньїс-Паблос
- 9 жовтня 1948 — 31 січня 1949: Кармело Бальєстер-Н'єто
- 4 червня 1949 — 7 грудня 1971: Фернандо Кірога-Паласіос
- 13 квітня 1973 — 12 квітня 1983: Анхель Сукія-Гойкоечеа
- 9 травня 1984 — 28 липня 1994: Антоніо-Марія Роуко-Валера
- від 5 січня 1996: Хуліан Барріо Барріо

## Статистика
Згідно з «Annuario Pontificio» і Catholic-Hierarchy.org:
| Рік  | Населення | Населення | Населення | Священики | Священики | Священики | Священики           | Диякони | Ченці    | Ченці | Парафії |
| Рік  | католики  | загалом   | %         | загалом   | секулярні | ченці     | вірних на священика | Диякони | чоловіки | жінки | Парафії |
| ---- | --------- | --------- | --------- | --------- | --------- | --------- | ------------------- | ------- | -------- | ----- | ------- |
| 1950 | 1.152.000 | 1.153.000 | 99,9      | 1.135     | 930       | 205       | 1.014               |         | 280      | 1.268 | 1.021   |
| 1970 | 1.204.300 | 1.206.952 | 99,8      | 1.297     | 1.065     | 232       | 928                 |         | 512      | 1.856 | 1.032   |
| 1980 | 1.273.000 | 1.275.000 | 99,8      | 1.166     | 929       | 237       | 1.091               |         | 447      | 1.728 | 1.048   |
| 1990 | 1.248.210 | 1.302.329 | 95,8      | 1.033     | 808       | 225       | 1.208               | 1       | 379      | 1.460 | 1.064   |
| 1999 | 1.179.039 | 1.281.564 | 92,0      | 916       | 707       | 209       | 1.287               | 4       | 282      | 393   | 1.068   |
| 2000 | 1.146.213 | 1.259.574 | 91,0      | 861       | 660       | 201       | 1.331               | 4       | 267      | 387   | 1.068   |
| 2001 | 1.173.963 | 1.290.070 | 91,0      | 860       | 653       | 207       | 1.365               | 3       | 277      | 381   | 1.068   |
| 2002 | 1.139.364 | 1.294.732 | 88,0      | 783       | 636       | 147       | 1.455               | 3       | 284      | 1.145 | 1.068   |
| 2003 | 1.196.276 | 1.314.591 | 91,0      | 808       | 662       | 146       | 1.480               | 5       | 301      | 1.033 | 1.051   |
| 2004 | 1.132.664 | 1.287.118 | 88,0      | 768       | 627       | 141       | 1.474               | 5       | 278      | 1.017 | 1.069   |
| 2010 | 1.192.508 | 1.301.147 | 91,7      | 807       | 609       | 198       | 1.477               | 7       | 264      | 1.082 | 1.070   |
| 2014 | 1.189.000 | 1.324.741 | 89,8      | 732       | 536       | 196       | 1.624               | 4       | 400      | 652   | 1.071   |

## Суфраганні діоцезії
- Лугоська діоцезія
- Мондоньєдо-Феррольська діоцезія
- Оренсійська діоцезія
- Туй-Вігоська діоцезія